# Missile de Croisière Naval
SCALP Naval був розроблений компанією MBDA в рамках програми MdCN (фр. Missile de Croisière Naval) для ВМС Франції, без участі інших партнерів, як модифікація крилатої ракети SCALP EG морського (надводного і підводного) базування з дальністю близько 1000 км (наближаючись по цьому параметру до КР «Томагавк»).
SCALP Naval має новий циліндричний корпус адаптований для пусків з торпедних апаратів підводних човнів і вертикальної пускової установки надводних кораблів. На відміну від SCALP-EG, що запускається з літака-носія, морський варіант оснащений твердопаливним прискорювачем. Варіант ракети для ПЛ поміщається в спеціальний контейнер, що гідродинамічно скидається при виході ракети з води.
Ракети використовуються французькими багатоцільовими фрегатами типу «Аквітанія», оснащених вертикальними ПУ Sylver A70 та атомними підводними човнами типу «Баракуда», які використовують для запуску ракет 533-х міліметрові торпедні апарати.
У 1998-у французькі військові планували отримати 500 крилатих ракет, однак ці плани були переглянуті в сторону зменшення. 29 грудня 2006 року уряд замовив 50 ракет для оснащення фрегатів типу «Аквітанія». Поставки планувалося завершити в 2012-у. У 2009 році була замовлена наступна партія із 150 ракет, із них 100 були призначені для фрегатів, а 50 — для підводних човнів. Станом на 2011 рік кожна ракета коштувала французькому уряду 2,48 млн € (3,3 млн $), якщо врахувати витрати на розробку, то кожна з двох сотень закуплених ракет коштувала 6 млн € (8 млн $).
Греція висловлювала свою зацікавленість у придбанні 6-ти фрегатів типу «Аквітанія» і 16 ракет SCALP Naval, але через складну економічну ситуацію, викликану борговою кризою, ці наміри не були здійснені.
28 травня 2010 року з полігону поблизу Біскаросса успішно проведено перший пуск SCALP Naval за програмою льотних випробувань.
Перше підводне випробування відбулося 8 червня 2011 року з підводної платформи, що імітувала запуск з підводного човна, біля острова Левант (DGA EM Méditerranée), одного з двох інших випробувальних полігонів DGA.
Перший повний пуск МБР був успішно проведений 9 липня 2012 року з центру DGA EM в Біскарросі. Під час цього третього випробувального стрільби були досягнуті усі цілі, зокрема перевірка кінцевої фази з автономним наведенням за допомогою інфрачервоного розпізнавання обстановки, що забезпечує дуже високу точність ураження. Четверті випробувальні стрільби були успішно проведені 24 жовтня 2012 року з центру DGA EM Méditerranée на острові Левант у підводній конфігурації. Останні кваліфікаційні стрільби були проведені 27 жовтня 2014 року з полігону Біскарросс, що дозволило остаточно підтвердити усі можливості ракети і, зокрема, її оперативну дальність.
19 травня 2015 року багатоцільовий фрегат "Аквітанія" успішно здійснив пуск SCALP біля острова Левант. За даними DGA, це перший випадок, коли європейський надводний корабель здійснив пуск крилатої ракети (ракети "Томагавк" раніше запускалися Великою Британією, але з підводних човнів).
20 жовтня 2020 року SNA Suffren здійснив перші випробування ракетами SCALP.
18 квітня 2024 року фрегат «Аквітанія» і підводний човен класу «Суффрен» здійснили симулятивні навчальні стрільби MdcN, і дві ракети синхронно досягли цілі.